# NGC 6881
NGC 6881 is een planetaire nevel in het sterrenbeeld Zwaan. Het hemelobject werd op 25 november 1881 ontdekt door de Amerikaanse astronoom Edward Charles Pickering.

## Synoniemen
- PK 74+2.1